# Józef Kempiński
Józef Wojciech Kempiński (ur. 23 kwietnia 1915 w Przybysławiu zm. 29 marca 2002 w Inowrocławiu) - artysta malarz, uczeń m.in. Tymona Niesiołowskiego. Oprócz malarstwa sztalugowego twórca malarstwa ściennego, polichromii kościołów, architektury wnętrz, grafiki użytkowej oraz plakatu.
Prace Kempińskiego znajdują się w zbiorach Muzeów Koszalina, Kołobrzegu, Słupska, Płocka, Inowrocławia i Włocławka oraz w zbiorach instytucji państwowych, galeriach, zbiorach prywatnych w kraju i zagranicą.
Nauczyciel tajnego nauczania w czasach okupacji, pedagog uhonorowany Medalem Komisji Edukacji Narodowej w maju 1994 roku.

## ŻYCIORYS
Student Uniwersytetu Stefana Batorego w Wilnie – Wydział Sztuk Pięknych – (do 1938 r.) jeden z pierwszych dyplomów po wojnie (nr 40) na wydziale Uniwersytetu Mikołaja Kopernika w Toruniu. 
Był uczniem między innymi Tymona Niesiołowskiego, Bronisława Jamontta, praca dyplomowa u prof. Stanisława Borysowkiego w 1948 roku.
Twórca, organizator pierwszych powojennych wystaw środowiska artystycznego na ziemiach zachodnich (Koszalin, Słupsk, Szczecin). 
Założyciel koszalińskiego środowiska artystycznego – Związku Polskich Artystów Plastyków – pierwszy Prezes ZPAP w Koszalinie. Wizytator szkół artystycznych powołany przez Ministerstwo Kultury i Sztuki.
Dyrektor Wydziału Kultury i Sztuki w Koszalinie zasłużony w ratowaniu zabytków na ziemiach zachodnich (Wrocław, Kołobrzeg, Słupsk, Koszalin, Darłowo, Sławno). Organizator i pierwszy dyrektor Państwowego Ogniska Kultury Plastycznej w Koszalinie - 1952 rok. Współtwórca inowrocławskiej grupy artystycznej plastyków „Grupa 60”. Współzałożyciel oddziału Warszawskiej Spółdzielni Pracy Artystów Plastyków w Inowrocławiu. Wykładowca Studium Nauczycielskiego w Płocku - 1962 rok. Współzałożyciel Płockiej Grupy Artystów Plastyków „Grupa 68”. 
Organizator wielu plenerów malarskich środowiska nauczycieli i artystów. Organizator ZPAP w Płocku. Społeczny opiekun Miejsc Pamięci Narodowej oraz projektant Miejsc Walki i Męczeństwa na ziemi płockiej. Pedagog i nauczyciel zasłużony przygotowaniem ponad 70 kandydatów – studentów rysunku, malarstwa, architektury, historii sztuki i wzornictwa (wszyscy uczniowie zdali egzaminy otrzymując indeksy uczelni).
Ostatnie lata mieszkał w Nowym Dworze gm. Dąbrowa Biskupia, niedaleko Przybysławia - swojego miejsca urodzenia.

## WYSTAWY PROJEKTY REALIZACJE[1]
- Pierwsza powojenna wystawa Józefa Kempińskiego Inworocław 1945 rok.
- Wystawa zbiorowa "Pokój i Odbudowa" Koszalin 1951 rok.
- Wystawa Plastyki Ziem Nadodrzańskich Opole i Szczecin 1953 rok.
- Wystawa Plastyki Koszalińskiej Łódź i Poznań 1954 rok.
- Wystawa indywidualna Klub 13 Muz Szczecin 1958 rok.
- Projekt polichromii kościołów w Wylatowie i NMP we Wrocławiu 1963 -1964 rok.
- Dom Kultury Słupsk oraz Koszalin
- KMPiK Płock 1966 rok.
- Wystawa Grupy '68 Płock 1968 rok.

- Projekty wystroju wnętrz, malowidła ścienne Dom Kultury w Radziejowie Kujawskim, Technikum Rolnicze w Słupsku, sklep cukierniczy w Koszalinie.
- Pośmiertna wystawa w Galerii Ratusz w Inowrocławiu lipiec 2010 rok[2]

## NAGRODY
- 1955 - wyróżnienie Ogólnopolski Konkurs na plakat "450 lat Lidzbarka Warmińskiego"
- 1956 - I nagroda Konkurs "Ziemia Koszalińska w malarstwie" Koszalin
- 1957 - nagroda Konkurs "Ochrona zakątków Ziemi Koszalińskiej" Koszalin
- 1994 – nagroda Ministra Kultury[3].